# Scopula batesi
Scopula batesi är en fjärilsart som beskrevs av Louis Beethoven Prout 1932. Scopula batesi ingår i släktet Scopula och familjen mätare. Inga underarter finns listade.